# Resavica (pueblo)
Resavica es un pueblo ubicado en la municipalidad de Despotovac, en el distrito de Pomoravlje, Serbia.

## Superficie
Posee una superficie de 5,939 kilómetros cuadrados.

## Demografía
Hasta 2011 la población era de 132 habitantes, con una densidad de población de 22,23 habitantes por kilómetro cuadrado.